# Muntiacus putaoensis
El muntíaco de Hukawng, muntíaco putao o ciervo de la hoja (Muntiacus putaoensis) es una especie de cérvido destacable por su tamaño, ya que se trata de uno de los ciervos más pequeños del mundo.

## Hallazgo
El muntíaco fue descubierto en el año 1997 en la remota localidad de Naungmung dentro del Valle de Hukawng en la región de Putao, perteneciente a Birmania, situada en el Himalaya Oriental, por el biólogo Alan Rabinowitz, durante unos trabajos de campo en los cuales encontraron un cadáver de una pequeña cierva, que en principio se creía que se trataba de una cría de alguna especie conocida, cuyos restos fueron analizados y finalmente se comprobó que pertenecían a un ejemplar de hembra adulta de una nueva especie de cérvido. Los cazadores locales ya conocían de la existencia de estos mamíferos a los que conocían como «ciervos de las hojas» ya que debido a su diminuto tamaño podían ser perfectamente envueltos en una hoja.
También se han constatado la existencia de ejemplares en la región de Arunachal Pradesh, (India) y se baraja la posibilidad de que también en China podrían existir algunas poblaciones.

## Hábitat y características
Es una especie de cérvido que se encuentra únicamente en las selvas montañosas. 
- Altura: 60-80 centímetros y 20 centímetros hasta la cruz.
- Peso: 11 kg
- Color: marrón claro.

Tiene un color marrón claro y los machos tienen unos pequeños cuernos y colmillos visibles externamente. 